# 26e législature du Canada

La distribution initiale de sièges de la du Canada

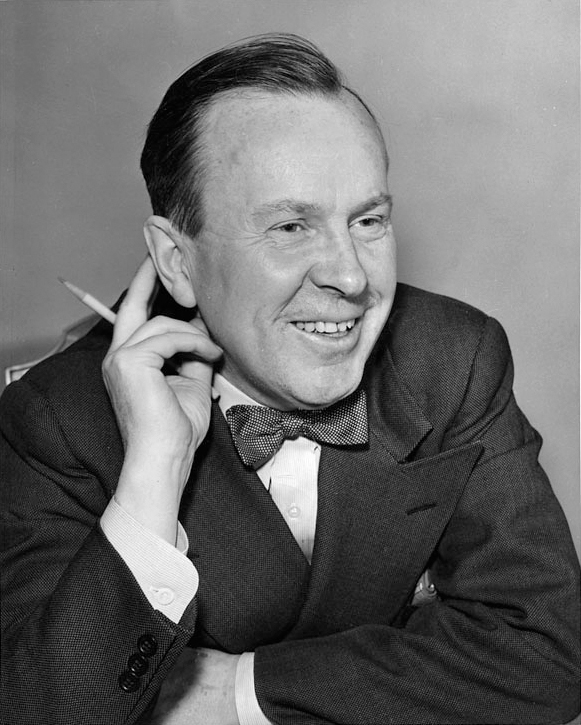
Lester B. Pearson fut premier ministre durant la.

La 26e législature du Canada fut en session du 16 mai 1963 au 8 septembre 1965. Sa composition fut déterminée par les élections de 1963, tenues le 8 avril 1963, et fut légèrement modifiée par des démissions et des élections partielles survenues avant la dissolution de la législature pour les élections de 1965. 
Cette législature fut contrôlée par une minorité parlementaire détenue par le Parti libéral et son chef Lester B. Pearson. L'Opposition officielle fut représentée par le Parti progressiste-conservateur dirigé par John Diefenbaker.
Le Président fut Alan Macnaughton.
Voici les 3 sessions parlementaires de la 26e législature:
| Session | Début           | Fin              |
| ------- | --------------- | ---------------- |
| 1re     | 16 mai 1963     | 21 décembre 1963 |
| 2e      | 18 février 1964 | 3 avril 1965     |
| 3e      | 5 avril 1965    | 8 septembre 1965 |

## Liste des députés
Les circonscriptions marquées d'un astérisque (*) indiquent qu'elles sont représentées par deux députés.

### Alberta
| Circonscription      | Circonscription | Nom                | Parti         |
| -------------------- | --------------- | ------------------ | ------------- |
| Acadia               |                 | Jack Horner        | PC            |
| Athabaska            |                 | Jack Bigg          | PC            |
| Battle River—Camrose |                 | Clifford Smallwood | PC            |
| Bow River            |                 | Eldon Woolliams    | PC            |
| Calgary-Nord         |                 | Douglas Harkness   | PC            |
| Calgary-Sud          |                 | Harry Hays         | PLC           |
| Edmonton-Est         |                 | William Skoreyko   | PC            |
| Edmonton—Strathcona  |                 | Terry Nugent       | PC            |
| Edmonton-Ouest       |                 | Marcel Lambert     | PC            |
| Jasper—Edson         |                 | Hugh Horner        | PC            |
| Lethbridge           |                 | Deane Gundlock     | PC            |
| Macleod              |                 | Lawrence Kindt     | PC            |
| Medicine Hat         |                 | Bud Olson          | Crédit social |
| Peace River          |                 | Ged Baldwin        | PC            |
| Red Deer             |                 | Robert N. Thompson | Crédit social |
| Vegreville           |                 | Frank Fane         | PC            |
| Wetaskiwin           |                 | Harry Andrew Moore | PC            |

### Colombie-Britannique
| Circonscription           | Circonscription | Nom                             | Parti         |
| ------------------------- | --------------- | ------------------------------- | ------------- |
| Burnaby—Coquitlam         |                 | Tommy Douglas                   | NPD           |
| Burnaby—Richmond          |                 | Bob Prittie                     | NPD           |
| Cariboo                   |                 | Bert Leboe                      | Crédit social |
| Coast—Capilano            |                 | John Davis                      | PLC           |
| Comox—Alberni             |                 | Thomas Speakman Barnett         | NPD           |
| Esquimalt—Saanich         |                 | George Louis Chatterton         | PC            |
| Fraser Valley             |                 | Alexander Bell Patterson        | Crédit social |
| Kamloops                  |                 | Charles James McNeil Willoughby | PC            |
| Kootenay-Est              |                 | Jim Byrne                       | PLC           |
| Kootenay-Ouest            |                 | Herbert Wilfred Herridge        | NPD           |
| Nanaimo—Cowichan—Les Îles |                 | Colin Cameron                   | NPD           |
| New Westminster           |                 | Barry Mather                    | NPD           |
| Okanagan Boundary         |                 | David Vaughan Pugh              | PC            |
| Okanagan—Revelstoke       |                 | Stuart A. Fleming               | PC            |
| Skeena                    |                 | Frank Howard                    | NPD           |
| Vancouver—Burrard         |                 | Ron Basford                     | PLC           |
| Vancouver-Centre          |                 | John Robert Nicholson           | PLC           |
| Vancouver-Est             |                 | Harold Edward Winch             | NPD           |
| Vancouver Kingsway        |                 | Arnold Alexander Webster        | NPD           |
| Vancouver Quadra          |                 | Grant Deachman                  | PLC           |
| Vancouver-Sud             |                 | Arthur Laing                    | PLC           |
| Victoria                  |                 | David Groos                     | PLC           |

### Île-du-Prince-Édouard
| Circonscription | Circonscription | Nom                   | Parti |
| --------------- | --------------- | --------------------- | ----- |
| King's          |                 | John Cooney Mullally  | PLC   |
| Prince          |                 | John Watson MacNaught | PLC   |
| Queen's*        |                 | John Angus Maclean    | PC    |
| Queen's*        |                 | Heath MacQuarrie      | PC    |

### Manitoba
| Circonscription      | Circonscription | Nom                      | Parti |
| -------------------- | --------------- | ------------------------ | ----- |
| Brandon—Souris       |                 | Walter Dinsdale          | PC    |
| Churchill            |                 | Robert Simpson           | PC    |
| Dauphin              |                 | Richard Elmer Forbes     | PC    |
| Lisgar               |                 | George Robson Muir       | PC    |
| Marquette            |                 | Nick Mandziuk            | PC    |
| Portage—Neepawa      |                 | Siegfried John Enns      | PC    |
| Provencher           |                 | Warner Herbert Jorgenson | PC    |
| Selkirk              |                 | Eric Stefanson           | PC    |
| Springfield          |                 | Joseph Slogan            | PC    |
| Saint-Boniface       |                 | Roger Teillet            | PLC   |
| Winnipeg-Nord        |                 | David Orlikow            | NPD   |
| Winnipeg-Nord-Centre |                 | Stanley Knowles          | NPD   |
| Winnipeg-Sud         |                 | Margaret Konantz         | PLC   |
| Winnipeg-Sud-Centre  |                 | Gordon Churchill         | PC    |

### Nouveau-Brunswick
| Circonscription          | Circonscription | Nom                                           | Parti |
| ------------------------ | --------------- | --------------------------------------------- | ----- |
| Charlotte                |                 | Allan Marcus Atkinson McLean                  | PLC   |
| Gloucester               |                 | Hédard Robichaud                              | PLC   |
| Kent                     |                 | Guy Crossman                                  | PLC   |
| Northumberland—Miramichi |                 | George Roy McWilliam                          | PLC   |
| Restigouche—Madawaska    |                 | Jean-Eudes Dubé                               | PLC   |
| Royal                    |                 | Gordon Fairweather                            | PC    |
| Saint-Jean—Albert        |                 | Thomas Miller Bell                            | PC    |
| Victoria—Carleton        |                 | Hugh John Flemming                            | PC    |
| Westmorland              |                 | Sherwood Rideout (décédé en fonction)         | PLC   |
| Westmorland              |                 | Margaret Rideout (élection partielle en 1964) | PLC   |
| York—Sunbury             |                 | John Chester MacRae                           | PC    |

### Nouvelle-Écosse
| Circonscription          | Circonscription | Nom                        | Parti |
| ------------------------ | --------------- | -------------------------- | ----- |
| Antigonish—Guysborough   |                 | John Benjamin Stewart      | PLC   |
| Cap-Breton-Victoria-Nord |                 | Robert Muir                | PC    |
| Cap-Breton-Sud           |                 | Donald MacInnis            | PC    |
| Colchester—Hants         |                 | Cyril Kennedy              | PC    |
| Cumberland               |                 | Robert Coates              | PC    |
| Digby—Annapolis—Kings    |                 | George Nowlan              | PC    |
| Halifax*                 |                 | John Lloyd                 | PLC   |
| Halifax*                 |                 | Gerald Regan               | PLC   |
| Inverness—Richmond       |                 | Allan MacEachen            | PLC   |
| Pictou                   |                 | Russell MacEwan            | PC    |
| Queens—Lunenburg         |                 | Lloyd Crouse               | PC    |
| Shelburne—Yarmouth—Clare |                 | Frederick Thomas Armstrong | PLC   |

### Ontario
| Circonscription      | Circonscription | Nom                                       | Parti                |
| -------------------- | --------------- | ----------------------------------------- | -------------------- |
| Algoma-Est           |                 | Lester B. Pearson                         | PLC                  |
| Algoma-Ouest         |                 | George Ewart Nixon                        | PLC                  |
| Brantford            |                 | James Elisha Brown                        | PLC                  |
| Brant—Haldimand      |                 | Lawrence Pennell                          | PLC                  |
| Broadview            |                 | David George Hahn                         | PLC                  |
| Bruce                |                 | Edison John Clayton Loney                 | PC                   |
| Carleton             |                 | Cyril Lloyd Francis                       | PLC                  |
| Cochrane             |                 | Joseph-Alphonse-Anaclet Habel             | PLC                  |
| Danforth             |                 | Reid Scott                                | NPD                  |
| Davenport            |                 | Walter L. Gordon                          | PLC                  |
| Dufferin—Simcoe      |                 | Ellwood Madill                            | PC                   |
| Durham               |                 | Russell Clayton Honey                     | PLC                  |
| Eglinton             |                 | Mitchell Sharp                            | PLC                  |
| Elgin                |                 | James Alexander McBain                    | PC                   |
| Essex-Est            |                 | Paul Joseph James Martin                  | PLC                  |
| Essex-Ouest          |                 | Herb Gray                                 | PLC                  |
| Essex-Sud            |                 | Eugene Whelan                             | PLC                  |
| Fort-William         |                 | Hubert Badanai                            | PLC                  |
| Glengarry—Prescott   |                 | Viateur Éthier                            | PLC                  |
| Greenwood            |                 | Andrew Brewin                             | NPD                  |
| Grenville—Dundas     |                 | Jean Casselman Wadds                      | PC                   |
| Grey—Bruce           |                 | Eric Alfred Winkler                       | PC                   |
| Grey-Nord            |                 | Percy Verner Noble                        | PC                   |
| Halton               |                 | Harry Cruickshank Harley                  | PLC                  |
| Hamilton-Est         |                 | John Munro                                | PLC                  |
| Hamilton-Ouest       |                 | Joseph Macaluso                           | PLC                  |
| Hamilton-Sud         |                 | William Dean Howe                         | NPD                  |
| Hastings—Frontenac   |                 | Roderick Arthur Ennis Webb                | PC                   |
| Hastings-Sud         |                 | Anthony Robert Temple                     | PLC                  |
| High Park            |                 | Pat Cameron                               | PLC                  |
| Huron                |                 | Lewis Elston Cardiff                      | PC                   |
| Kenora—Rainy River   |                 | William Moore Benidickson                 | Libéral-travailliste |
| Kent                 |                 | Harold Warren Danforth                    | PC                   |
| Kingston             |                 | Edgar Benson                              | PLC                  |
| Lambton—Kent         |                 | Mac McCutcheon                            | PC                   |
| Lambton-Ouest        |                 | Walter Frank Foy                          | PLC                  |
| Lanark               |                 | George Henry Doucett                      | PC                   |
| Leeds                |                 | John Matheson                             | PLC                  |
| Lincoln              |                 | James Carroll Patrick Mcnulty             | PLC                  |
| London               |                 | John Alfred Irvine                        | PC                   |
| Middlesex-Est        |                 | Campbell Ewing Millar                     | PC                   |
| Middlesex-Ouest      |                 | William Howell Arthur Thomas              | PC                   |
| Niagara Falls        |                 | Judy LaMarsh                              | PLC                  |
| Nickel Belt          |                 | Osias Godin                               | PLC                  |
| Nipissing            |                 | Jack Garland                              | PLC                  |
| Nipissing            |                 | Carl Legault (élection partielle en 1964) | PLC                  |
| Norfolk              |                 | John Maxwell Roxburgh                     | PLC                  |
| Northumberland       |                 | Pauline Jewett                            | PLC                  |
| Ontario              |                 | Michael Starr                             | PC                   |
| Ottawa-Est           |                 | Jean-Thomas Richard                       | PLC                  |
| Ottawa-Ouest         |                 | George James McIlraith                    | PLC                  |
| Oxford               |                 | Wally Nesbitt                             | PC                   |
| Parkdale             |                 | Stanley Haidasz                           | PLC                  |
| Parry Sound—Muskoka  |                 | Gordon Aiken                              | PC                   |
| Peel                 |                 | Bruce Silas Beer                          | PLC                  |
| Perth                |                 | Jay Monteith                              | PC                   |
| Peterborough         |                 | Fred Stenson                              | PC                   |
| Port Arthur          |                 | Doug Fisher                               | NPD                  |
| Prince Edward—Lennox |                 | Almonte Alkenbrack                        | PC                   |
| Renfrew-Nord         |                 | James Moffat Forgie                       | PLC                  |
| Renfrew-Sud          |                 | Joe Greene                                | PLC                  |
| Rosedale             |                 | Donald Stovel Macdonald                   | PLC                  |
| Russell              |                 | Paul Tardif                               | PLC                  |
| Simcoe-Est           |                 | Philip Bernard Rynard                     | PC                   |
| Simcoe-Nord          |                 | Heber Edgar Smith                         | PC                   |
| Spadina              |                 | Sylvester Perry Ryan                      | PLC                  |
| Stormont             |                 | Lucien Lamoureux                          | PLC                  |
| St. Paul's           |                 | Ian Wahn                                  | PLC                  |
| Sudbury              |                 | Rodger Mitchell                           | PLC                  |
| Timiskaming          |                 | Arnold Peters                             | NPD                  |
| Timmins              |                 | Murdo Martin                              | NPD                  |
| Trinity              |                 | Paul Hellyer                              | PLC                  |
| Victoria             |                 | Charles Wesley Lamb                       | PC                   |
| Waterloo-Nord        |                 | Oscar William Weichel                     | PC                   |
| Waterloo-Sud         |                 | Gordon Chaplin (décédé en fonction)       | PC                   |
| Waterloo-Sud         |                 | Max Saltsman (élection partielle en 1964) | NPD                  |
| Welland              |                 | William Hector McMillan                   | PLC                  |
| Wellington—Huron     |                 | Marvin Howe                               | PC                   |
| Wellington-Sud       |                 | Alfred Dryden Hales                       | PC                   |
| Wentworth            |                 | John B. Morison                           | PLC                  |
| York-Centre          |                 | James Edgar Walker                        | PLC                  |
| York-Est             |                 | Steven Otto                               | PLC                  |
| York—Humber          |                 | Ralph Cowan                               | PLC                  |
| York-Nord            |                 | John Hollings Addison                     | PLC                  |
| York-Ouest           |                 | Leonard Patrick Kelly                     | PLC                  |
| York—Scarborough     |                 | Maurice John Moreau                       | PLC                  |
| York-Sud             |                 | Marvin Gelber                             | PLC                  |

### Québec
| Circonscription                   | Circonscription | Nom                                               | Parti         |
| --------------------------------- | --------------- | ------------------------------------------------- | ------------- |
| Argenteuil—Deux-Montagnes         |                 | Vincent Drouin                                    | PLC           |
| Beauce                            |                 | Gérard Perron                                     | Crédit social |
| Beauharnois—Salaberry             |                 | Gérald Laniel                                     | PLC           |
| Bellechasse                       |                 | Herman E. Laverdière                              | PLC           |
| Berthier—Maskinongé—de Lanaudière |                 | Rémi Paul                                         | PC            |
| Bonaventure                       |                 | Albert Béchard                                    | PLC           |
| Brome—Missisquoi                  |                 | Heward Grafftey                                   | PC            |
| Cartier                           |                 | Milton L. Klein                                   | PLC           |
| Chambly—Rouville                  |                 | J.-E. Bernard Pilon                               | PLC           |
| Champlain                         |                 | Jean-Paul Matte                                   | PLC           |
| Chapleau                          |                 | Gérard Laprise                                    | Crédit social |
| Charlevoix                        |                 | Louis-Philippe-Antoine Bélanger                   | Crédit social |
| Châteauguay—Huntingdon—Laprairie  |                 | Ian Watson                                        | PLC           |
| Chicoutimi                        |                 | Maurice Côté                                      | Crédit social |
| Compton—Frontenac                 |                 | Henry P. Latulippe                                | Crédit social |
| Dollard                           |                 | Guy Rouleau                                       | PLC           |
| Dorchester                        |                 | Pierre-André Boutin                               | Crédit social |
| Drummond—Arthabaska               |                 | Jean-Luc Pépin                                    | PLC           |
| Gaspé                             |                 | Alexandre Cyr                                     | PLC           |
| Gatineau                          |                 | Rodolphe Leduc                                    | PLC           |
| Hochelaga                         |                 | Raymond Eudes                                     | PLC           |
| Hull                              |                 | Alexis Pierre Caron                               | PLC           |
| Îles-de-la-Madeleine              |                 | Maurice Sauvé                                     | PLC           |
| Jacques-Cartier—Lasalle           |                 | Raymond Rock                                      | PLC           |
| Joliette—L'Assomption—Montcalm    |                 | Louis-Joseph Pigeon                               | PC            |
| Kamouraska                        |                 | Charles-Eugène Dionne                             | Crédit social |
| Labelle                           |                 | Gérard Girouard                                   | Crédit social |
| Lac-Saint-Jean                    |                 | Marcel Lessard                                    | Crédit social |
| Lafontaine                        |                 | Georges-C. Lachance                               | PLC           |
| Lapointe                          |                 | Gilles Grégoire                                   | Crédit social |
| Laurier                           |                 | Lionel Chevrier (démissionne le 27 décembre 1963) | PLC           |
| Laurier                           |                 | Fernand-E. Leblanc (élection partielle en 1964)   | PLC           |
| Laval                             |                 | Jean-Léo Rochon                                   | PLC           |
| Lévis                             |                 | Raynald Guay                                      | PLC           |
| Longueuil                         |                 | Jean-Pierre Côté                                  | PLC           |
| Lotbinière                        |                 | Auguste Choquette                                 | PLC           |
| Maisonneuve—Rosemont              |                 | Jean-Paul Deschatelets                            | PLC           |
| Matapédia—Matane                  |                 | René Tremblay                                     | PLC           |
| Mégantic                          |                 | Raymond Langlois                                  | Crédit social |
| Mercier                           |                 | Prosper Boulanger                                 | PLC           |
| Montmagny—L'Islet                 |                 | Jean-Charles Richard Berger                       | PLC           |
| Mont-Royal                        |                 | Alan Aylesworth Macnaughton                       | PLC           |
| Nicolet—Yamaska                   |                 | Clément Vincent                                   | PC            |
| Notre-Dame-de-Grâce               |                 | Edmund Tobin Asselin                              | PLC           |
| Outremont—Ssint-Jean              |                 | Maurice Lamontagne                                | PLC           |
| Papineau                          |                 | Guy Favreau                                       | PLC           |
| Pontiac—Témiscamingue             |                 | Paul Raymond Martineau                            | PC            |
| Portneuf                          |                 | Jean-Louis Frenette                               | Crédit social |
| Québec—Montmorency                |                 | Guy Marcoux                                       | Crédit social |
| Québec-Est                        |                 | Jean Robert Beaulé                                | Crédit social |
| Québec-Ouest                      |                 | Lucien Plourde                                    | Crédit social |
| Québec-Sud                        |                 | Jean-Charles Cantin                               | PLC           |
| Richelieu—Verchères               |                 | Lucien Cardin                                     | PLC           |
| Richmond—Wolfe                    |                 | Patrick Tobin Asselin                             | PLC           |
| Rimouski                          |                 | Gérard Ouellet                                    | Crédit social |
| Rivière-du-Loup—Témiscouata       |                 | Rosaire Gendron                                   | PLC           |
| Roberval                          |                 | Charles-Arthur Gauthier                           | Crédit social |
| Saguenay                          |                 | Gustave Blouin                                    | PLC           |
| Sainte-Anne                       |                 | Gérard Loiselle                                   | PLC           |
| Saint-Antoine—Westmount           |                 | Charles Mills Drury                               | PLC           |
| Saint-Denis                       |                 | Azellus Denis (démissionne le 27 décembre 1963)   | PLC           |
| Saint-Denis                       |                 | Marcel Prud'homme (élection partielle en 1964)    | PLC           |
| Saint-Henri                       |                 | Hilarion-Pit Lessard                              | PLC           |
| Saint-Hyacinthe—Bagot             |                 | Théogène Ricard                                   | PC            |
| Saint-Jacques                     |                 | Maurice Rinfret                                   | PLC           |
| Saint-Jean—Iberville—Napierville  |                 | Yvon Dupuis                                       | PLC           |
| Saint-Laurent—Saint-Georges       |                 | John Turner                                       | PLC           |
| Sainte-Marie                      |                 | Georges Valade                                    | PC            |
| Saint-Maurice—Laflèche            |                 | Jean Chrétien                                     | PLC           |
| Shefford                          |                 | Gilbert F. Rondeau                                | Crédit social |
| Sherbrooke                        |                 | Gérard Chapdelaine                                | Crédit social |
| Stanstead                         |                 | Yves Forest                                       | PLC           |
| Terrebonne                        |                 | Léo Cadieux                                       | PLC           |
| Trois-Rivières                    |                 | Léon Balcer                                       | PC            |
| Vaudreuil—Soulanges               |                 | René Émard                                        | PLC           |
| Verdun                            |                 | Bryce Mackasey                                    | PLC           |
| Villeneuve                        |                 | Réal Caouette                                     | Crédit social |

### Saskatchewan
| Circonscription           | Circonscription | Nom                                       | Parti |
| ------------------------- | --------------- | ----------------------------------------- | ----- |
| Assiniboia                |                 | Lawrence E. Watson                        | PC    |
| Humboldt—Melfort—Tisdale  |                 | Reynold Rapp                              | PC    |
| Kindersley                |                 | Reg Cantelon                              | PC    |
| Mackenzie                 |                 | Stanley Korchinski                        | PC    |
| Meadow Lake               |                 | Bert Cadieu                               | PC    |
| Melville                  |                 | James Norris Ormiston                     | PC    |
| Moose Jaw—Lake Centre     |                 | James Ernest Pascoe                       | PC    |
| Moose Mountain            |                 | Richard Russell Southam                   | PC    |
| Prince Albert             |                 | John Diefenbaker                          | PC    |
| Qu'Appelle                |                 | Alvin Hamilton                            | PC    |
| Regina City               |                 | Ken More                                  | PC    |
| Rosetown—Biggar           |                 | Clarence Owen Cooper                      | PC    |
| Rosthern                  |                 | Edward Nasserden                          | PC    |
| Saskatoon                 |                 | Henry Frank Jones (décédé le 4 mars 1964) | PC    |
| Saskatoon                 |                 | Eloise Jones (élection partielle en 1964) | PC    |
| Swift Current—Maple Creek |                 | Jack McIntosh                             | PC    |
| The Battlefords           |                 | Albert Ralph Horner                       | PC    |
| Yorkton                   |                 | Gordon Drummond Clancy                    | PC    |

### Terre-Neuve
| Circonscription                | Circonscription | Nom                    | Parti |
| ------------------------------ | --------------- | ---------------------- | ----- |
| Bonavista—Twillingate          |                 | Jack Pickersgill       | PLC   |
| Burin—Burgeo                   |                 | Chesley William Carter | PLC   |
| Grand Falls—White Bay—Labrador |                 | Charles Granger        | PLC   |
| Humber—St. George's            |                 | Herman Maxwell Batten  | PLC   |
| St. John's-Est                 |                 | Joseph Phillip O'Keefe | PLC   |
| St. John's-Ouest               |                 | Richard Cashin         | PLC   |
| Trinity—Conception             |                 | James Roy Tucker       | PLC   |

### Territoires du Nord-Ouest
| Circonscription           | Circonscription | Nom            | Parti |
| ------------------------- | --------------- | -------------- | ----- |
| Territoires du Nord-Ouest |                 | Eugène Rhéaume | PC    |

### Yukon
| Circonscription | Circonscription | Nom          | Parti |
| --------------- | --------------- | ------------ | ----- |
| Yukon           |                 | Erik Nielsen | PC    |

## Sources
- Site web du Parlement du Canada

- (en) Cet article est partiellement ou en totalité issu de l’article de Wikipédia en anglais intitulé « 26th Canadian Parliament » (voir la liste des auteurs).